# Jon Brion
Jon Brion, född 11 december 1963 i Glen Ridge, New Jersey, är en amerikansk musiker, låtskrivare, producent och kompositör. Han är mest känd för att ha komponerat soundtracket till filmen Eternal Sunshine of the Spotless Mind.

## Diskografi

### Med The Bats
- How Pop Can You Get? (1982)

### Med The Grays
- Ro Sham Bo (1994)

### MedElliott Smith
- Bakgrundssång i låten "Happiness" (2000)

### Med E
Sång på "Shine it all on" från albumet Broken Toy Shop (1993)

### Solo
- Meaningless (2001)

### Filmmusik
- 1996 – Sydney (med Michael Penn)
- 1999 – Magnolia
- 2002 – Punch-Drunk Love
- 2004 – Eternal Sunshine of the Spotless Mind
- 2004 – I Heart Huckabees
- 2006 – The Break-Up
- 2008 – Synecdoche, New York
- 2008 – Glago's Guest
- 2008 – Step Brothers
- 2010 – The Other Guys
- 2012 – ParaNorman
- 2012 – This Is 40
- 2017 – Lady Bird

### Som producent
- Aimee Mann, Whatever, (1993)
- Aimee Mann, I'm with Stupid, (1995)
- The Crystal Method - "Bad Stone" (1997)
- Rufus Wainwright, Rufus Wainwright, (1998)
- Eleni Mandell, Wishbone, (1998)
- Robyn Hitchcock, Jewels for Sophia, (1998)
- Robyn Hitchcock, A Star for Bram, (1999)
- Fiona Apple, When the Pawn..., (1999)
- Aimee Mann, "Bachelor No. 2", (2000)
- The Crystal Method - "Over the Line" (2001)
- Elliott Smith, From a Basement on a Hill, (ej utgiven version, inspelad 2001)
- Brad Mehldau, Largo, (2002)
- Rhett Miller, The Instigator, (2002)
- Evan Dando, Baby I'm Bored, (2003)
- Fiona Apple, Extraordinary Machine, (ej utgiven version, inspelad 2002–2003)
- The Crystal Method - "Realizer" (2004)
- Nerina Pallot - "Damascus", Fires
- Kanye West, Late Registration (2005)
- Marjorie Fair, Self Help Serenade (2005)
- Kanye West, Graduation (2007)
- Spoon, "The Underdog," Ga Ga Ga Ga Ga, (2007)
- Keane, "You Haven't Told Me Anything", Perfect Symmetry, (2008)
- Dido, Safe Trip Home, (2008)
- Of Montreal, Jon Brion Remix EP, (2009)
- Of Montreal, False Priest, (2010)
- Brad Mehldau, Highway Rider, (2010)
- Punch Brothers, Antifogmatic, (2010)